# Beechcraft Musketeer
Il Beechcraft Musketeer, indicato talvolta come Beech Musketeer, è un aereo da turismo e addestramento monomotore quadriposto, monoplano ad ala bassa, sviluppato dall'azienda aeronautica statunitense Beech Aircraft Corporation nei primi anni sessanta.
Capostipite di numerose varianti destinate al mercato dell'aviazione generale, tra cui quelle a carrello fisso i Model 19 Musketeer Sport, i Model 23 Musketeer, Custom e Sundowner, il Model 23-24 Musketeer Super III, e a carrello retrattile, il Model 24-R Sierra, entrò in produzione nel 1963 rimanendo in linea nella sua variante più recente fino al 1983. Al termine della produzione risultano essere 4 366 gli esemplari costruiti, tra i quali anche una variante specificatamente destinata al mercato militare, il Beechcraft CT-134 Musketeer.

## Utilizzatori

### Militari
Algeria
- Al-Quwwat al-Jawwiyya al-Jaza'iriyya

operò con quattro B24R Sierra.
 Canada
- Canadian Armed Forces

operò con ventiquattro B23 e ventiquattro C23 Sundowners, tutti designati CT-134.
 Hong Kong
- Royal Hong Kong Auxiliary Air Force

operò con due B23-19.
 Messico
- Fuerza Aérea Mexicana

operò con venti A23-19.
 Marocco
- Forces royales air

operò con un Model 23.